# 小羊駝
小羊駝又称骆马，为骆驼科小羊驼属动物。原驼与小羊驼是野生物种，同为濒危野生动植物种国际贸易公约附录II所列的保护动物，而大羊驼与羊驼则是人类驯化物种。
小羊駝主要棲息於南美洲安第斯山脈中段的半乾旱草原，外形很像駱駝，但無駝峰，身體細長，頭小，尾短，腿與頸都長，耳朵長而尖。上體皮毛淺褐色發亮，下體帶白色，頸基部有一撮灰白色長毛。其毛柔滑若絲，細於羊毛而被視為上品，從前印加人曾將其專供王族享用。
駱馬常年生活在高原地帶，以青草、樹葉為食，適應高寒氣候，幾天不喝水也能長途跋涉運載貨物。
在秘魯駱馬是當地的主要家畜和運載工具，並被作為民族象徵之一，他們國徽中心的盾徽上，分別繪有駱馬、金雞納樹和羊角。

## 外部連結
- Viva Vicuña: Light & Shadow documentary film about Vicuñas in the Andes
- Alpaca Fiber News – The vicuña animal – .   [2012-08-20]. （原始内容存档于2009-10-21）.
- Bayly, Andres and Enrique Pasquel. Privaticemos las vicuñas